# Paramicromerys scharffi
Paramicromerys scharffi là một loài nhện trong họ Pholcidae. Loài này được phát hiện ở Madagascar.